# Orthoconchoecia striola
Orthoconchoecia striola är en kräftdjursart som först beskrevs av G. W. Müller 1906.  Orthoconchoecia striola ingår i släktet Orthoconchoecia och familjen Halocyprididae. Inga underarter finns listade i Catalogue of Life.